# زه روبرتو (بازیکن فوتبال، زاده ۱۹۴۵)
زه روبرتو (پرتغالی: Zé Roberto; ۳۱ مهٔ ۱۹۴۵ – ۷ مهٔ ۲۰۱۶) بازیکن فوتبال اهل برزیل بود.
از باشگاه‌هایی که در آن بازی کرده‌است می‌توان به باشگاه فوتبال سائو پائولو، باشگاه فوتبال کوریتیبا، باشگاه فوتبال اتلتیکو پارانائنزه، باشگاه فوتبال کورینتیانس، و باشگاه فوتبال گوارانی اشاره کرد.